# Mănăstirea Feredeu
Mănăstirea Feredeu este o mănăstire ortodoxă din România situată în comuna Șiria, județul Arad.
Mănăstirea Feredeu este așezată pe un deal, la altitudinea de 427 m. și este înconjurată de o pădure foarte deasă. Lăcașul de cult a fost ridicat în imediata apropriere a izvorului care a dat și numele mănăstirii, cu referire la existența unui feredeu renumit din zona Munților Zarandului până în podgoria Aradului.
Existența unui așezământ monahal la Feredeu este menționată pentru prima dată în urmă cu mai bine de 215 ani, când în imediata apropiere a locului unde a fost înălțată mănăstirea, se afla un schit cu un paraclis lângă un izvor cu apă făcătoare de minuni.
După unele informații care s-au transmis din generație în generație, rezultă, că schitul a existat și în perioada anilor când o bună parte din teritoriile de pe Valea Mureșului Inferior, din Banat precum și din Țara celor trei Crișuri s-au aflat sub stăpânirea turcilor pâna în jurul anilor 1699 când a fost încheiată Pacea de la Karlowitz.
În perioada acelor ani, la schitul de la Feredeu a trăit un călugăr pe numele Filimon, care a fost ucis de către turci înainte să părăsească această regiune, pentru faptul că de nenumărate ori a cerut cu crucea în mâna ridicată de-asupra capului cotropitorilor păgâni să părăsească aceste meleaguri.
În primii ani din secolul XX, la inițiativa profesorului Nicolae Bâru, au fost demarate primele demersuri în vederea preluării de către credincioși din așezările situate în jurul Șiriei, a schitului si paraclisului de la Feredeu.
În ziua de 12 mai 1920, Nicolae Bâru, proaspăt hirotonit preot, însotit de câteva sute de credincioși ortodocși, au urcat la Schitul de la Feredeu și în cadrul unei ceremonii religioase au sfințit apa izvorului.
În cursul anului 1926, același părinte Nicolae Bâru, a înaintat o scrisoare Episcopului Aradului Grigore Gh. Comșa în legătura cu acest izvor. La rândul său, episcopul Grigore Gh. Comșa, a solicitat să fie informat detailat asupra modului cum se va putea folosi acest izvor în slujba biserici și a credincioșilor.
Ca urmare a acestor demersuri, protoiereul Mihail Lucuța de la Oficiul Protopopesc din Șiria, a făcut cunoscut episcopului o serie de date și informații în legătura cu izvorul de la Feredeu propunând în același timp și începerea și derularea unor lucrări în vederea amenajării izvorului precum și construirea unui schit aici.
Comitetul Urbarial din Șiria a repartizat o parcelă de teren în vederea construirii unei capele și o cantitate însemnata de material lemnos pentru construcție.
La data de 11 aprilie 1931, un număr de aproape 500 de credincioși români, din satele și comunele din podgoria Aradului, au ținut să participe la ceremonia religioasă cu ocazia depunerii pietrei de temelie, a paracliseului având hramul "Sfântul Mare Mucenic Gheorghe".
După o perioadă de aproape 50 de zile, în ziua de 28 mai s-a oficiat slujba religioasă de sfințirea a sfintei cruci ce a fost montata pe turnul biserici. Finalizarea tuturor lucrărilor de construcție în vederea ridicării așezamântului religios a avut loc în data de 9 septembrie din acelasi an.
Sfințirea paracliseului de la Izvorul Sfântul Gheorghe de la Feredeu, a avut loc în ziua de 9 iunie 1932, la Sărbătoarea Înălțării Domnului. Slujba religioasă a fost oficiată de însuși Episcopul Aradului și a Hunedoarei, Grigore Gh. Comșa, stareț fiind Arhimandritul Policarp Marușca de la Mănăstirea Hodoș–Bodrog.
În toamna anului 1934, la Feredeu, a fost turnată fundația clădirii de locuit, care se compunea din trei camere și un coridor. Prima camera din partea stânga a clădirii era destinată episcopului, iar celelalte două călugărilor.
Dintr-un document din acei ani, rezulta ca în ziua de 11 aprilie 1937, la schitul reînfiintat de la Feredeu a fost instalat primul stareț cu numele de Pahomie.
Această menționare, duce la concluzia că viața monahală a existat aici pe aceste meleaguri de la poalele Muntilor Zarand, înc[ de la începutul secolului al XVIII-lea si pân[ în momentul apariției Decretului 410/1959, când, ca și multe alte mănăstiri din România, cea de la Feredeu a fost închisă.
Până la acest tragic și dureros eveniment care a marcat viața multor credincioși, la Feredeu au fost câte 2-3 călugări precum și Ieromonahul Ioasaf Mârzencu.
Cu toate aceste măsuri de represiune la Feredeu se mai oficiau în mod sporadic slujbe religioase, de către o serie de preoți din așezările din împrejurime, mai ales de Ziua Crucii. Episcopul Aradului si Hunedoarei, Timotei Seviciu în anul 1986 a avut inițiativa reînființăarii Schitului de la Feredeu. În cursul aceluiași an, în ziua de 7 august, sub conducerea PC Ieromonahului Ilarion Tăuceanu, au demarat lucrarile de reparatie, renovare și refacere a bisericii si a paraclisului, care timp de aproape două decenii au fost distruse în cea mai mare parte.
În cadrul acestor ample lucrări de construcții, fosta clădire a vechii biserici a fost extinsă și reconstruită în întregime, iar vechiul izvor a fost reamenajat pe directia nord-vest, la o distanta de 5–6 m. de absida noului lăcaș religios.
Noua biserică are forma unei cruci, fiind compartimentată cu altar, naos, pronaos și pridvor închis, iar catapeteasma a fost confecționată din lemn masiv de stejar sculptată. Fațadele exterioare a lăcașului religios sunt tencuite și vopsite foarte simplu în culoarea albă.
Pictura interioara a fost realizată în anul 1990, în tehnica de frescă de către pictorii Radu si Alexandra Jitaru 
Concomitent au mai fost construite o serie de clădiri anexă, clădirea stăreției compusă din patru încăperi, o clădire cu parter si un etaj si coridor, unde au fost amenajate la fiecare nivel un numar de opt chilii. Au fost executate de asemenea două construcții în formă de trapez, una de dimensiuni mai mari, iar cea de-a doua de dimensiuni mai reduse, unde a fost amenajată și o bucătărie, precum și o altă clădire cu încă două chilii.
Drumul de acces spre mănăstire, în urcus sustinut, este relativ anevoios și obositor. În anul 1992 pe valea urmată de drumul de acces, la o distanta de cca. 2 km. de mănăstire s-a construit un sectorul administrativ – gospodăresc, metocul mănăstirii.
Pentru credincioșii care nu avea posibilitatea din diferite motive sa urce pâna la manastirea din deal, s-a construit aici o biserică, având hramul Sfântul Mare Proroc Ilie Tesviteanu
Altarul și naosul noului lăcaș religios sunt spațioase și excelent luminate. Catepeasma, tetrapodul, stranele cântaretilor, tronul arhieresc si stranele credincioșilor sunt executate din lemn de stejar masiv. Deasupra pridvorului a fost înălțată o turlă oarbă în formă pătrată.
Lucrările de sculptură au fost realizate de către renumitul meșter Vasile Gavriloaia din Humulești. Sfântul Sinod al Biserici Ortodoxe Române, în ziua de 23 februarie 2000, a hotarât transformarea schitului de la Feredeu în mănăstire, stareț fiind parintele Ilarion Tăuceanu, cel care în urmă cu mai bine de 14 ani i s-a încredintat conducerea lucrărilor de construcții, prin grija si priceperea căruia a fost reconstruit în totalitate complexul monahal de la Feredeu.